# Skaphander

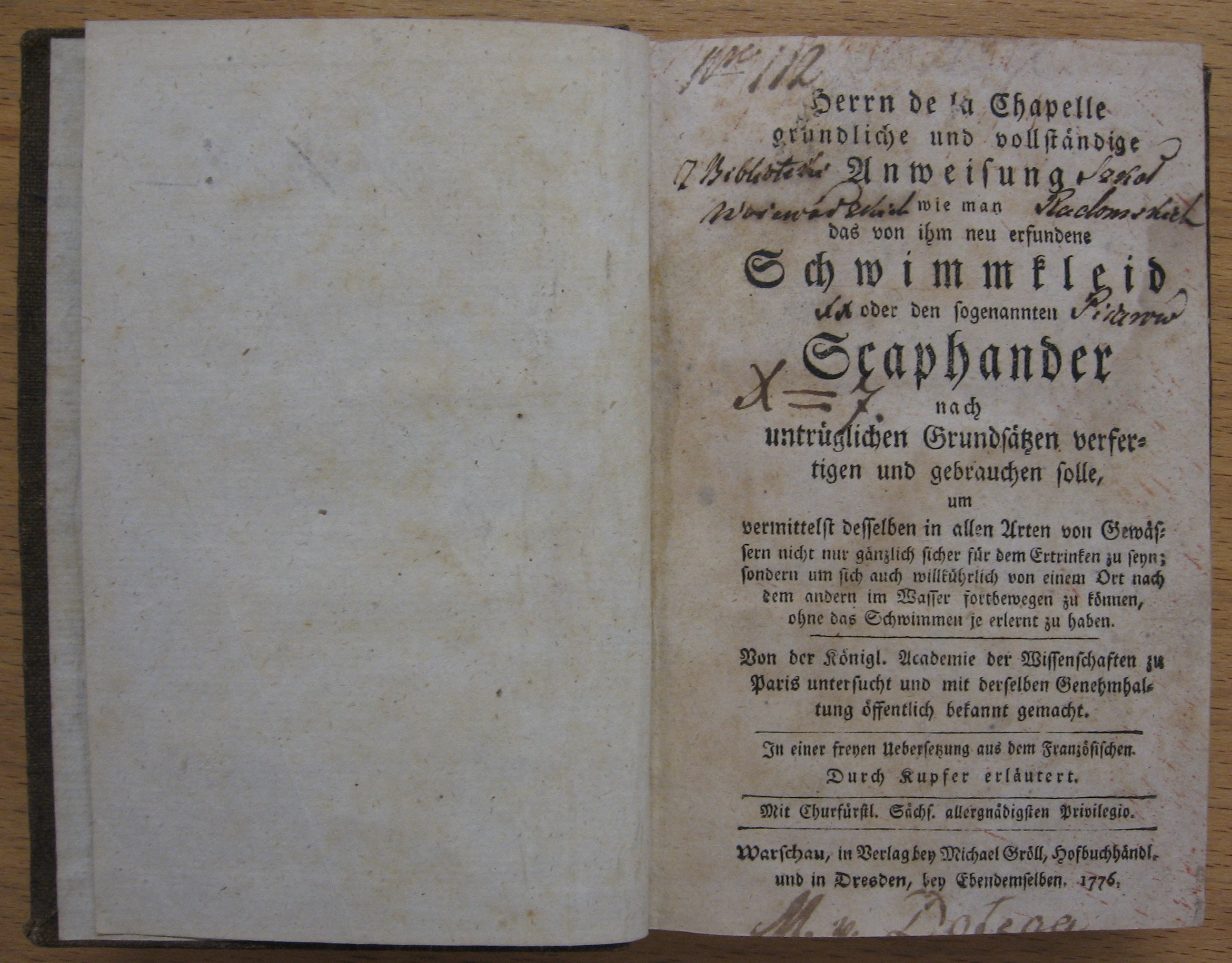
Herrn de la Chapelle gründliche und vollständige Anweisung wie man das von ihm neu erfundene Schwimmkleid oder den sogenannten Scaphander nach untrüglichen Grundsätzen verfertigen und gebrauchen solle, Warschau und Dresden 1776

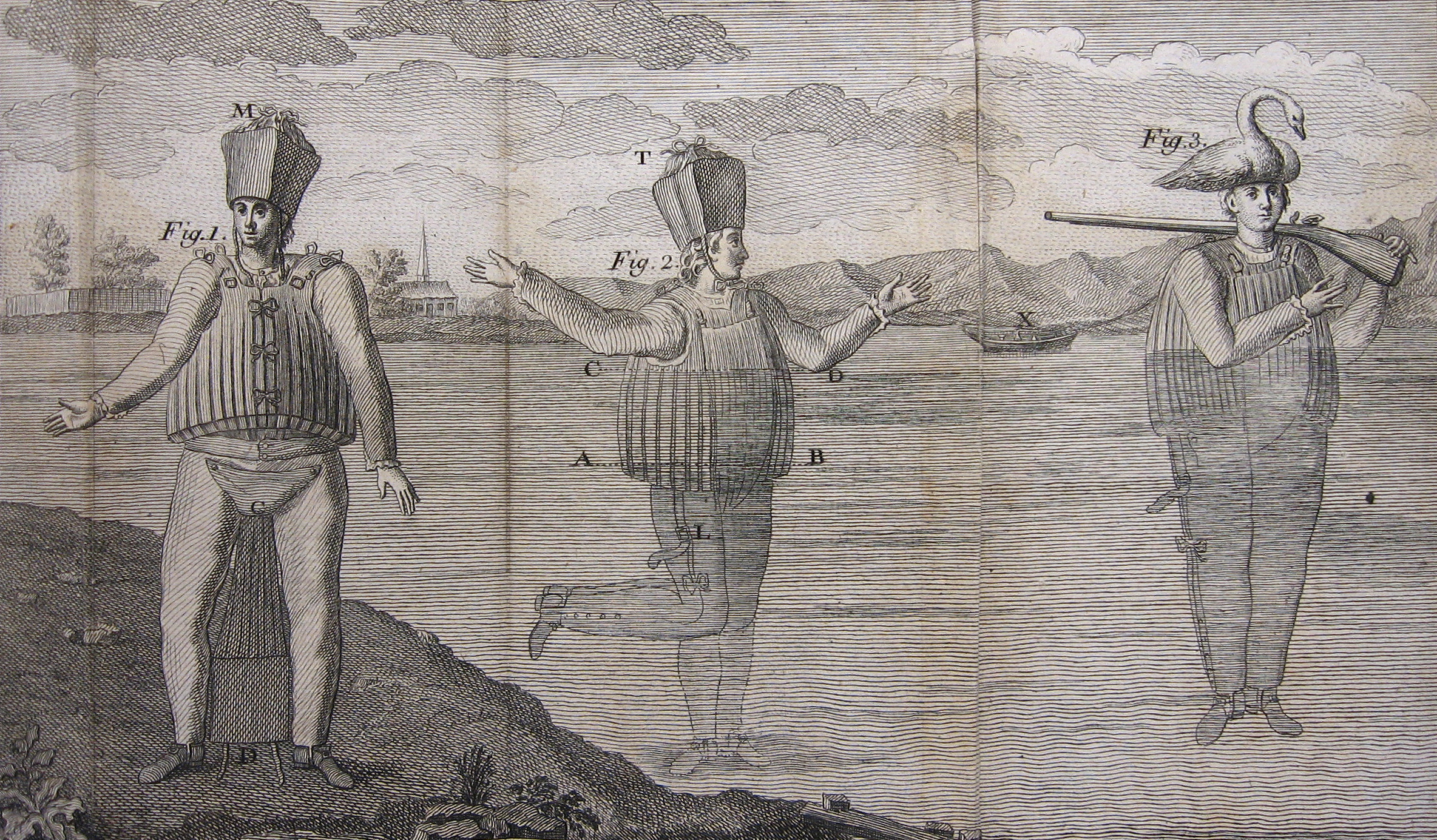
Ausklapptafel mit der Darstellung des von La Chapelle erfundenen „Scaphanders“.

Skaphander (m, Aussprache Ska|fan|der) ist eine veraltete Bezeichnung für einen Taucheranzug bzw. einen Schutzanzug für extreme Druckverhältnisse (z. B. für Raumfahrer).

## Etymologie
Das Wort Skaphander ist ein Kunstwort, zusammengesetzt aus altgriechisch σκαφη skaphe (Boot) und altgriechisch ανηρ, Genitiv ανδρος andros (Mann). Die Wortschöpfung geht auf den französischen Erfinder Jean-Baptiste de La Chapelle zurück. Dieser erörterte 1765 und 1772 eine Erfindung, die er Scaphandre nannte, mit deren Hilfe Nichtschwimmer sich über Wasser fortbewegen könnten. Die Erfindung befasste sich mit einer Art Schwimmweste aus Kork zum aufrechten Treiben im Wasser kombiniert mit einer Schwimmhose zum Wassertreten, hatte also mit dem Tauchen vorderhand nichts zu tun. Mit Zustimmung der Académie française beschrieb er seine Erfindung 1775 in der Abhandlung „Traité de la construction théorique et pratique du scaphandre ou du bateau de l’homme“ (Abhandlung über den theoretischen und praktischen Aufbau des Scaphanders oder über das menschliche Boot), die 1776 ins Deutsche und 1777 ins Niederländische übersetzt wurde. Die Übersetzungen übernahmen das Wort (deutsch 1776: Scaphander).

## Bedeutungswandel
1855 stellte der Franzose Joseph-Martin Cabirol ein schlauchversorgtes Helmtauchgerät mit einem Ausgleichsbehälter auf dem Rücken des Tauchers vor, das er „Scaphandre“ nannte. Es ist zu vermuten, dass dieser Name der Schrift seines Landsmannes de La Chapelle entlehnt ist. Das Gerät hatte ziemlichen Erfolg (unter anderem rüstete sich die französische Marine damit aus).
Die Verwendung von Eigennamen als Gattungsnamen ist ein häufiges Phänomen (man denke beispielsweise an Tempo für Papiertaschentücher oder Uhu für Klebstoffe). Entsprechend wurde „Skaphander“ im Deutschen ein Sammelbegriff für schwere Tauchgeräte vom Helmtauchgerät bis hin zum Panzertauchanzug. Während der Begriff im Deutschen in dieser Bedeutung spätestens ab Beginn der 2. Hälfte des 20. Jahrhunderts nach und nach verschwand, bezeichnet er in anderen Sprachen weiterhin Tauchanzüge oder -geräte oder ähnliche Schutzanzüge. So ist in Frankreich scaphandre der Name des Sporttauchgeräts allgemein, ferner des Neopren- und des Raumanzugs. Scaphandre autonome bezeichnet im weitesten Sinne den Atemregler. Der Sporttaucher wird als scaphandrier bezeichnet.
Eine vom Westen unabhängige Entwicklung nahm das Wort im Sprachgebrauch der DDR. Hier wurde das russische Wort скафандр (Skafander, Skaphander) für den Raumanzug der Kosmonauten aus dem Russischen entlehnt. Das russische Wort geht ebenfalls auf das französische scaphandre zurück.

## Belege
1. ↑  Skaphander bei duden online
2. ↑  scaphandre bei cnrtl online (französisch)
3. ↑  Jean-Baptiste de La Chapelle: Lettre VI In: l'Année littéraire, Amsterdam 1765, Band 7, S. 139–144. Volltext in der Google-Buchsuche
4. ↑  Jean-Baptiste de La Chapelle: Le Ventriloque, Teil 1, London 1772, S. 21–30. Volltext in der Google-Buchsuche
5. ↑  Martin Lehnert: Anglo-Amerikanisches im Sprachgebrauch der DDR, Akademie-Verlag 1990, S. 160f.